# المطارد (مسلسل كوري)
المطارد (هانغل: 추적자)؛ هو مسلسل تلفزيوني كوري جنوبي، من بطولة سون هيون جو، كيم سانغ-جونغ. عرض على قناة إس بي إس من 28 مايو إلى 15 يوليو2012.

## القصة
رجل المباحث بايك هونغ سوك (سون هيون جو) خسر ابنته ذات الـ 15 عام في حادث سيارة وتوفيت زوجته من الصدمة بعد ذلك بوقت قصير. ثم يبدأ التحقيق للبحث عن الحقيقة المتعلقة بموت ابنته بعد أن يعلم أن وفاتها مرتبط بوجود مؤامرة.
المراسلة سيو جي وون (كوه جون هيي) هي ابنة صاحب شركة كبيرة. تقوم بمساعدة المخبر بايك هونغ سوك لكشف الحقيقة إثر وفاة ابنته. في حين تغطي القصة، تكتشف أن شقيقها في القانون (كيم سانغ يونغ)، المرشح الرئاسي، متورط في قضايا الفساد. مما يجعل المراسلة تدخل في صراع بين عائلتها والحقيقة.

## الممثلون
- سون هيون جو بدور باك هونغ سوك[3]
- كيم سانغ جون بدور كانغ دونغ يون
- كيم سونغ-ريونغ بدور سيو جي سو
- جانغ شين يانغ بدور شين هاي را
- جو جون هي بدور سيو جي وون
- بارك هيون جو المحققة تشوي
- ريو سونغ سو بدور تشوي جونغ وو
- بارك جين هيونغ بدور رئيس مجموعة هانوا

## الاستقبال
برغم عدم وجود نجوم كبار مشهورين، الا ان الدراما تصدرت نسب المشاهدة في كوريا الجنوبية، استند صعود شعبيتها إلى القصة المكتوبة بإحكام والمنظمة جيدًا والاخراج القوي ومهارات التمثيل، كما فازت بجوائز عديدة منها أفضل مسلسل درامي في حفل جوائز سيول الدولية للدراما السابعة.

## المشاهدات
| حلقة # | تاريخ البث الأصلي | متوسط حصة الجمهور | متوسط حصة الجمهور           | متوسط حصة الجمهور | متوسط حصة الجمهور           |
| حلقة # | تاريخ البث الأصلي | تقييمات TNmS      | تقييمات TNmS                | AGB Nielsen       | AGB Nielsen                 |
| حلقة # | تاريخ البث الأصلي | على الصعيد الوطني | منطقة العاصمة الوطنية سيئول | على الصعيد الوطني | منطقة العاصمة الوطنية سيئول |
| ------ | ----------------- | ----------------- | --------------------------- | ----------------- | --------------------------- |
| 1      | 28 مايو 2012      | 10.0٪             | 12.6٪                       | 9.3٪ (13)         | 10.3٪ (الثامن)              |
| 2      | 29 مايو 2012      | 10.9٪             | 13.5٪                       | 9.9٪ (التاسع)     | 11.0٪ (السادس)              |
| 3      | 4 يونيو 2012      | 11.6٪             | 14.7٪                       | 9.2٪ (16)         | 9.7٪ (الحادي عشر)           |
| 4      | 5 يونيو 2012      | 11.5٪             | 14.1٪                       | 9.8٪ (التاسع)     | 10.3٪ (التاسع)              |
| 5      | 11 يونيو 2012     | 13.2٪             | 16.5٪                       | 10.6٪ (السابع)    | 10.7٪ (السابع)              |
| 6      | 12 يونيو 2012     | 12.5٪             | 15.1٪                       | 11.1٪ (الخامس)    | 11.9٪ (الرابع)              |
| 7      | 18 يونيو 2012     | 13.2٪             | 14.5٪                       | 11.5٪ (الخامس)    | 12.4٪ (الرابع)              |
| 8      | 19 يونيو 2012     | 13.2٪             | 14.1٪                       | 13.3٪ (الرابع)    | 14.2٪ (الرابع)              |
| 9      | 25 يونيو 2012     | 13.6٪             | 16.3٪                       | 12.4٪ (الرابع)    | 13.1٪ (الرابع)              |
| 10     | 26 يونيو 2012     | 13.8٪             | 15.8٪                       | 13.2٪ (الرابع)    | 14.2٪ (الرابع)              |
| 11     | 2 يوليو 2012      | 14.0٪             | 15.9٪                       | 13.1٪ (الرابع)    | 13.9٪ (الرابع)              |
| 12     | 3 يوليو 2012      | 15.3٪             | 16.2٪                       | 13.5٪ (الرابع)    | 14.3٪ (الرابع)              |
| 13     | 9 يوليو 2012      | 20.0٪             | 22.4٪                       | 17.9٪ (الثالث)    | 19.7٪ (الثالث)              |
| 14     | 10 يوليو 2012     | 23.1٪             | 26.7٪                       | 20.7٪ (الثالث)    | 22.3٪ (الثاني)              |
| 15     | 16 يوليو 2012     | 22.1٪             | 26.6٪                       | 20.4٪ (الثالث)    | 21.5٪ (الأول)               |
| 16     | 17 يوليو 2012     | 25.1٪             | 28.3٪                       | 22.6٪ (الثاني)    | 23.8٪ (الأول)               |
| معدل   | معدل              | 15.2٪             | 17.7٪                       | 13.7٪             | 14.6٪                       |

## وصلات خارجية
- المطارد على موقع IMDb (الإنجليزية)
- المطارد على موقع كينوبويسك (الروسية)
- المطارد على موقع قاعدة بيانات الفيلم (الإنجليزية)